# Мильчин, Аркадий Эммануилович
Арка́дий Эммануи́лович Ми́льчин (8 декабря 1924, Радомышль, УССР — 22 марта 2014, Москва) — советский и российский книговед и редактор, составитель словарей и справочников в помощь автору и редактору. Кандидат филологических наук.

## Биография
Родился в Радомышле, в семье зубного врача Эммануила Клементьевича Мильчина (1887, Новоград-Волынский — 1950, Запорожье) и акушерки Марии Львовны Шпильберг (1891—?). В 1942 году был направлен в Сухумское военно-пехотное училище, однако из-за болезни на фронт не попал.
В 1944 году поступил и в 1949 году окончил редакционно-издательский факультет Московского полиграфического института и стал работать в издательстве «Искусство» корректором, затем редактором в редакции литературы по книгоиздательскому делу, полиграфической технике и книжной торговле и, наконец, заведующим редакции издательства.
В 1964 году редакция была переведена в новое издательство «Книга», где Мильчин работал сначала редактором, затем — главным редактором (1967—1985) вплоть до ухода на пенсию в 1985 году.
В 1977 году защитил диссертацию на соискание учёной степени кандидата филологических наук по теме «Редакторский анализ текста: теоретико-методические основы».

### Семья[5]
- Брат — Клементий Эммануилович Мильчин (1919—1941), студент Ленинградского кораблестроительного института, телефонист, погиб в августе 1941 года на Ленинградском фронте[6][7].
- Жена — Нина Ильинична Мильчина (урождённая Фельдман; род. 1927).
  - Дочь — Вера Аркадьевна Мильчина, историк литературы.
    - Внук — Константин Аркадьевич Мильчин, журналист.

## Научная и редакторская деятельность
Работы Мильчина посвящены методике редактирования, редакторскому анализу, культуре книги. Лично и в соавторстве подготовил к изданию около 10 энциклопедий, словарей и справочных изданий.
Инициатор выпуска второго издания «Писатель и книга» Бориса Томашевского (1959), редактор первых изданий книги «В лаборатории редактора» Лидии Чуковской (1960), инициатор выпуска «Справочника по правописанию и литературной правке» Дитмара Розенталя (1967).

## Популяризаторская деятельность
С 1944 года Аркадий Мильчин собирал выдержки о редактировании и редакторах, появлявшиеся в советской печати. В 1990 году вышел сборник «Писатели советуются, негодуют, благодарят: о чём думали и что переживали русские писатели XIX — начала XX века при издании своих произведений. По страницам переписки». К 2010 году коллекция превысила 150 авторских листов. Избранные тексты составили антологию «О редактировании и редакторах. Антологический сборник-хрестоматия» (2011). Книга получила одобрительную оценку в печати. В 2011 году Студия Артемия Лебедева разработала и запустила сайт, на котором опубликована полная коллекция Аркадия Мильчина, в несколько раз превышающая объём книги.
2 июня 2011 года выступил на круглом столе «Куда смотрит редактор?», организованном издательством «Новое литературное обозрение» совместно с РГГУ.
Умер в 2014 году. Урна с прахом захоронена в колумбарии на Донском кладбище.

## Премии
В 2005 году был удостоен премии «Человек книги». В 2011 году на Московской международной книжной выставке-ярмарке книга «О редактировании и редакторах», составленная Аркадием Мильчиным, стала лауреатом конкурса «Книга года» в номинации «Учебник XXI века».

## Основные работы
- Мильчин А. Э., Штейнгарт М. Д. Редактирование таблиц. В помощь редактору и автору. — М.: «Искусство», 1958. — 136 с.
- Королев А. Г., Василевский К. В., Захаров А. Г. Здесь печатается «Правда». Под общ. ред. А. Э. Мильчина и Б. А. Фельдмана. — М.: «Книга», 1967. — 139 с.
- Ленин в печати. Издание произведений В. И. Ленина, книг и брошюр о нём. Стат. сборник. Ред. А. Э. Мильчин. — М.: «Книга», 1969. — 207 с.
- Словарь-справочник автора. Сост. Л. А. Гильберг и Л. И. Фрид, общ. ред. А. Э. Мильчина. — М.: «Книга», 1979. — 301 с.
- Тяпкин Б. Г., Рябинина Н. З., Мильчин А. Э. и др. Корректура. Учебное пособие. Под ред. Б. Г. Тяпкина. — М.: «Книга», 1979. — 319 с.
- Госин И. Я., Смирнова М. Н., Черняк Л. Е. и др. Библиографические сведения в изданиях. Под общ. ред. А. Э. Мильчина. — М.: «Книга», 1981. — 192 с.
- Словарь издательских терминов. Под ред. А. Э. Мильчина. — М.: «Книга», 1983. — 207 с.
- Октябрь и книга. К 70-летию Великой Октябрьской социалистической революции. Методическое пособие. Сост. А. Э. Мильчин. — М.: [Б. и.] 1987. — 55 с.
- Писатели советуются, негодуют, благодарят. О чём думали и что переживали русские писатели XIX — начала XX вв. при издании своих произведений. По страницам переписки. Сост. А. Э. Мильчин. — М.: «Книга», 1990. — 416 с. — ISBN 5-212-00247-8.
- Мильчин А. Э. Культура книги. Что делает книгу удобной для читателя. Справочное пособие. — М.: Книжная палата, 1992. — 224 с. — ISBN 5-7000-0348-1.
- Малышкин Е. В., Мильчин А. Э., Павлов А. А. и др. Настольная книга издателя. Справочное пособие для редактора, технического редактора, верстальщика и художника. — М.: «АСТ-Олимп», 2004. — 812 с. — ISBN 5-17-021420-0.
- Мы из МПИ. Московский полиграфический институт. 1930—2005. Под общ. ред. А. Э. Мильчина. — М.: Изд-во МГУП:

- Кн. 1. — 2005. — 504 с. — ISBN 5-8122-0336-9.
- Кн. 2. — 2006. — 464 с. — ISBN 5-8122-0357-1.

- О редактировании и редакторах. Антологический сборник-хрестоматия. Выдержки из статей, рассказов, фельетонов, писем, книг. Сост. А. Э. Мильчин. — М.: «Новое литературное обозрение», 2011. — 670 с. — ISBN 978-5-86793-866-6.
- Мильчин А. Э. Подготовка и редактирование аппарата книги. Как сделать книгу удобной для читателя. — М.: «Школа издательского и медиабизнеса»; «Университетская книга», 2011. — 256 с. — ISBN 978-5-9792-0035-4.
- Мильчин А. Э. Человек книги. Записки главного редактора. — М.: «Новое литературное обозрение», 2016. — 745 с. — ISBN 978-5-4448-0525-1.

### Памятная книга редактора
- Памятная книжка редактора. Сост. А. Э. Мильчин. — М.: «Книга», 1966. — 191 с.
- Памятная книга редактора. Сост. А. Э. Мильчин. 2-е изд., перераб. и доп. — М.: «Книга», 1988. — 415 с. — ISBN 5-212-00008-4.

### Краткий справочник книголюба
- Краткий справочник книголюба. Общ. ред. А. Э. Мильчина. — М.: «Книга», 1970. — 352 с.
- Краткий справочник книголюба. Сост. и общ. ред. А. Э. Мильчина. 2-е изд. — М.: «Книга», 1976. — 192 с.
- Краткий справочник книголюба. Сост. и общ. ред. А. Э. Мильчина. 3-е изд., перераб. и доп. — М.: «Книга», 1984. — 480 с.

### Методика редактирования текста
- Мильчин А. Э. Методика и техника редактирования текста. Практическое пособие. — М.: «Книга», 1972. — 320 с.
- Мильчин А. Э. Методика редактирования текста. 2-е изд., перераб. — М.: «Книга», 1980. — 320 с.
- Мильчин А. Э. Методика редактирования текста. Учебник для студентов высших учебных заведений. 3-е изд., перераб. и доп. — М.: «Логос», 2005. — 523 с. — ISBN 5-98704-033-7.

### Справочная книга редактора и корректора
- Справочная книга корректора и редактора. Редакционно-техническое оформление рукописи, вычитка, корректура. Под общ. ред. А. Э. Мильчина. — М.: «Книга», 1974. — 416 с.
- Справочная книга редактора и корректора. Редакционно-техническое оформление издания. Сост. и общ. ред. А. Э. Мильчина. 2-е изд., перераб. — М.: «Книга», 1985. — 576 с.

### Издательский словарь-справочник
- Мильчин А. Э. Издательский словарь-справочник. — М.: «Юристъ», 1998. — 472 с. — ISBN 5-7975-0044-2.
- Мильчин А. Э. Издательский словарь-справочник. 2-е изд., испр. и доп. — М.: «Олма-Пресс», 2003. — 559 с. — ISBN 5-224-04560-6.

### Энциклопедия книжного дела
- Майсурадзе Ю. Ф., Мильчин А. Э., Гаврилов Э. П. Энциклопедия книжного дела. — М., 1998. — 535 с. — ISBN 5-7975-0037-X.
- Майсурадзе Ю. Ф., Мильчин А. Э., Гаврилов Э. П. и др. Энциклопедия книжного дела. 2-е изд., перераб. и доп. — М.: «Юристъ», 2004. — 634 с. — ISBN 5-7975-0744-7.

### Справочник издателя и автора
- Мильчин А. Э., Чельцова Л. К. Справочник издателя и автора. Редакционно-издательское оформление издания. — М.: «АСТ-Олимп», 1999. — 685 с. — ISBN 5-7390-0837-9.
- Мильчин А. Э., Чельцова Л. К. Справочник издателя и автора. Редакционно-издательское оформление издания. 2-е изд., испр. и доп. — М.: «Олма-Пресс», 2003. — 799 с. — ISBN 5-224-04565-7.
- Мильчин А. Э., Чельцова Л. К. Справочник издателя и автора. Редакционно-издательское оформление издания. 3-е изд., испр. и доп. — М.: Изд-во «Студии Артемия Лебедева», 2009. — 1084 с. — ISBN 978-5-98062-019-6.
- Мильчин А. Э., Чельцова Л. К. Справочник издателя и автора. Редакционно-издательское оформление издания. 4-е изд., испр. и доп. — М.: Изд-во «Студии Артемия Лебедева», 2014. — 1010 с. — ISBN 978-5-98062-077-6.
- Мильчин А. Э., Чельцова Л. К. Справочник издателя и автора. Редакционно-издательское оформление издания. 5-е изд., испр. и доп. — М.: Изд-во «Студии Артемия Лебедева», 2018. — 1010 с. — ISBN 978-5-98062-110-0.
- Мильчин А. Э., Чельцова Л. К. Справочник издателя и автора. Редакционно-издательское оформление издания. 6-е изд. — М.: Изд-во «Студии Артемия Лебедева», 2021. — 1010 с. — ISBN 978-5-98062-137-7.

### Как надо и как не надо делать книги
- Мильчин А. Э. Культура издания, или Как не надо и как надо делать книги. Практическое руководство. — М.: «Логос», 2002. — 224 с. — ISBN 5-94010-176-3.
- Мильчин А. Э. Как надо и как не надо делать книги. Культура издания в примерах. — М.: «Новое литературное обозрение», 2012. — 352 с. — ISBN 978-5-4448-0020-1.